# Bernard Hepton
Bernard Hepton est un acteur, producteur et réalisateur britannique né le 19 octobre 1925 à Bradford (Royaume-Uni) et mort le 27 juillet 2018.

## Biographie
Bernard Hepton est connu pour sa polyvalence dans ses rôles durant sa carrière. Il fut formé à la prestigieuse Bradford Civic Theatre aux côtés d'acteurs comme Robert Stephens, ensuite il part jouer dans des théâtres à Birmingham et Liverpool. Il obtient son premier rôle dans A Boy, a Girl and a Bike en 1949. Il est surtout connu pour son rôle de Thomas Cranmer dans la série télévisée Les Six Femmes d'Henry VIII (1970), rôle qu'il reprend dans le film tiré de la série, Les Six femmes d'Henry VIII (1972). Mais c'est surtout dans des séries TV qu'on le voit le plus comme The Squirrels (1974-1977), La Taupe (en) (1979) ou encore Inspecteur Barnaby (1998).

## Filmographie

### Comme acteur

#### Années 1950
- 1957 : The Life of Henry V (TV) : Chorus

#### Années 1960
- 1967 : Great Expectations (série télévisée)
- 1968 : The Spanish Farm (TV) : Captain Dormer
- 1969 : Out of the Unknown (épisode : The Fosters) (TV) : Harry Gerwyn
- 1969 : The Elusive Pimpernel (feuilleton TV) : Chauvelin
- 1969 : Lord Mountdrago (TV) : Dr. Audlin

#### Années 1970
- 1970 : The Six Wives of Henry VIII (feuilleton TV) : Archbishop Thomas Cranmer
- 1971 : Elizabeth R ("Elizabeth R") (feuilleton TV) : Archbishop Cranmer
- 1971 : The Organisation (série télévisée)
- 1971 : La Loi du milieu (Get Carter) : Thorpe
- 1972 : Les Six femmes d'Henry VIII : Cranmer
- 1972 : Follow the Yellow Brick Road (TV) : Colin Sands, Jack's agent
- 1972 : Colditz (TV) : "Kommandant"
- 1973 : A Pin to See the Peepshow (TV) : Herbert Starling
- 1974 : The Squirrels (série télévisée) : Mr. Fletcher
- 1975 : Sadie, It's Cold Outside (série télévisée) : Norman Potter
- 1975 : Barry Lyndon
- 1976 : Orde Wingate (série télévisée) : Palmer
- 1976 : Moi Claude empereur ("I, Claudius") (feuilleton TV) : Pallas
- 1976 : Le Voyage des damnés (Voyage of the Damned) : Milton Goldsmith
- 1979 : La Taupe (en) (Tinker Tailor Soldier Spy) (feuilleton TV) : Toby Esterhase

#### Années 1980
- 1981 : Blood Money (feuilleton TV) : Det Chief Supt Meadows
- 1981 : Kessler (feuilleton TV) : Albert Foiret
- 1982 : An Inspector Calls (feuilleton TV) : Inspector Goole
- 1982 : Les Gens de Smiley (en) ("Smiley's People") (feuilleton TV) : Toby Esterhase
- 1982 : The Plague Dogs : Stephen Powell (voix)
- 1982 : Gandhi : G.O.C.
- 1983 : Dear Box Number (TV) : Walter Cartwright
- 1983 : Mansfield Park (feuilleton TV) : Sir Thomas Bertram
- 1984 : A Profile of Arthur J. Mason (TV) : Arthur J. Mason
- 1985 : Shadey : Captain Amies
- 1985 : Bleak House (en) (feuilleton TV) : Krook
- 1985 : Honour, Profit & Pleasure (TV) : The Bishop of London
- 1985 : The Holcroft Covenant : Leighton
- 1986 : The Disputation (TV) : Raymund de Penjaforte
- 1986 : The Life and Loves of a She-Devil (feuilleton TV) : Judge Bissop
- 1987 : The Charmer (feuilleton TV) : Donald Stimpson
- 1987 : The Lady's Not for Burning de Julian Amyes (TV) : Hebble Tyson
- 1988 : Stealing Heaven : Bishop
- 1988 : The Contract (TV) : Henry Carter
- 1989 : The Woman in Black (TV) : Sam Toovey

#### Années 1990
- 1991 : La Guerre des nerfs (Eminent Domain) : Slovak
- 1991 : A Perfect Hero (feuilleton TV) : Arthur Fleming
- 1992 : The Old Devils (feuilleton TV) : Malcolm Cellan-Davies
- 1994 : Dandelion Dead (feuilleton TV) : Mr. Davies
- 1996 : Emma (TV) : Mr. Woodhouse
- 1998 : Mort d'un pantin (Death of a Hollow Man), 2e épisode de la série télévisée Inspecteur Barnaby – Rôle : Harold Winstanley

#### Années 2000
- 2002 : The Baroness and the Pig : Soames

### Comme producteur
- 1962 : Compact (série TV)
- 1965 : Coriolanus (TV)
- 1965 : Naked Island (feuilleton TV)
- 1965 : The House (TV)
- 1965 : The Wednesday Thriller (série TV)
- 1965 : The Babysitter (TV)
- 1965 : United! (série TV)

### Comme réalisateur
- 1962 : Compact (série TV)
- 1966 : Troilus and Cressida (TV)